# Warnstorfia exannulata
Warnstorfia exannulata là một loài Rêu trong họ Amblystegiaceae. Loài này được (Schimp.) Loeske miêu tả khoa học đầu tiên năm 1907.